# Hidroelektrana
Hidroelektrana je postrojenje za dobivanje hidroelektrične energije. U hidroelektranama se potencijalna energija vode pretvara u kinetičku energiju njezina strujanja, potom u mehaničku energiju vrtnje vratila turbine te konačno u električnu energiju u električnom generatoru. Hidroelektranu u širem smislu čine i sve građevine i postrojenja koje služe za prikupljanje (akumuliranje), dovođenje i odvođenje vode (brana, zahvati, dovodni i odvodni kanali, cjevovodi itd.), pretvorbu energije (vodne turbine, generatori), transformaciju i razvod električne energije (rasklopna postrojenja, dalekovodi) te za smještaj i upravljanje cijelim sustavom (strojarnica i sl).
Iskorištavanje energije vodnog potencijala ekonomski je konkurentno proizvodnji električne energije iz fosilnih i nuklearnog goriva, zato je hidroenergija najznačajniji obnovljivi izvor energije. U zadnjih trideset godina[otkad?] proizvodnja u hidroelektranama je utrostručena, a njen udio povećan je za 50 %, za to je vrijeme proizvodnja u nuklearnim elektranama povećana za 100 puta, a udio oko 80 puta. Ti podatci pokazuju da se proizvodnja u hidroelektranama brzo povećava, ali značajno zaostaje za proizvodnjom u nuklearnim elektranama, ali i termoelektranama. Razlog takvom stanju leži u činjenici da iskorištavanje hidroenergije ima bitna tehnička i prirodna ograničenja. Glavno ograničenje jest zahtjev za postojanjem obilnog izvora vode kroz cijelu godinu, jer je skladištenje električne energije skupo i vrlo štetno za okoliš, osim toga na određenim lokacijama je za poništavanje utjecaja oscilacija vodostaja potrebno izgraditi brane i akumulacije. Njihovom izgradnjom značajno se povećava investicija, utjecaji na okoliš, potrebna je zaštita od potresa, a u zadnje vrijeme postoje i značajne terorističke prijetnje.
Jednom kada je hidroelektrana završena, nije potreban novac za sve skuplje gorivo, ne stvara se opasan otpad (kao kod nuklearnih elektrana) i stvara gotovo zanemarivu količinu stakleničkih plinova, za razliku od termoelektrana. U svijetu je instalirano hidroelektrana sa snagom od 777 GW, koje daju 2998 TWh električne energije, u 2006. To je otprilike 20 % svjetske proizvodnje električne energije svih vrsta, ili 88 % od svih obnovljivih izvora energije.
Hidroelektrane se mogu podijeliti prema njihovom smještaju, padu vodotoka, načinu korištenja vode, volumenu akumulacijskog bazena, smještaju strojarnice, ulozi u elektroenergetskom sustavu, snazi itd.

## Povijest
Korištenje hidroenergije je započelo u Mezopotamiji i drevnom Egiptu prije oko 8000 godina, tada se ona koristila za navodnjavanje. Vodeni sat ili klepsidra počeo se koristiti prije oko 4000 godina. Hidroenergija se koristila za kanat ili turpan, a to su vodovodni sustavi, koji su služili za dovod svježe vode, u vrućim i suhim naseljenim područjima, a to su razvili stari Perzijanci i proširili na druge krajeve, od Maroka do Kine. 

### Vodeničko kolo i vodenica
Hidroenergija se svugdje koristila. U Indiji se koristilo vodeničko kolo i vodenica, kao i u Rimskom Carstvu, za mljevenje žita u brašno. U Kini se vodenice koriste još od dinastije Han. 
Hidroenergija se koristila u Rimskom Carstvu i za rudarstvo, a sastojalo se u potkopavanju planine velikim količinama vode, koja je dovođena putem akvedukata s obližnjih planinskih rijeka. Isti akvedukti rabljeni su u ispiranju velikih količina zlata. Ta se metoda koristila u rudnicima Las Médulas u Španjolskoj, Velikoj Britaniji, i ne samo za vađenje zlata, nego i za olovo i kositar. Kasnije se to razvilo u hidraulično rudarenje, što je korištenje mlazova vode visokog tlaka, za ispiranje stijena i sedimenata, posebno prisutno za vrijeme zlatne groznice u SAD u 19. stoljeću. 
Kad je započela industrijska revolucija, parni stroj je preuzimao sve više posla, ali je hidroenergija još uvijek koristila, kao za puhanje mjehova za zrak kod visokih peći, za mlinove, prijevoz teglenica, pogon uspinjača itd.

### Prve elektrane
Tijekom 1770-tih francuski inženjer Bernard Forest de Bélidor izdaje knjigu Architecture Hydraulique, koja opisuje hidraulične strojeve s horizontalnom i vertikalnom osi.
Krajem 19. stoljeća razvijeni su prvi električni generatori, što je otvorilo mogućnost izgradnje prvih hidroelektrana. Godine 1882. proradila je prva komercijalna elektrana koja je proizvodila istosmjernu električnu struju za javnu rasvjetu i opskrbu, Edisonova termoelektrana Pearl Street Station  na Manhattanu. Godine 1884. demonstriran je prvi prijenos na velike udaljenosti u Torinu, 1885. izumljen transformator izmjenične struje, poslije čega su slijedili prvi trofazni sustav u Frankfurtu 1891. i sustavi Tivoli-Rim iz 1892. i Westinghouseov sustav u Chicagu iz  1893. godine. Na slapovima Niagare prva moderna hidrocentrala počela je 1895. proizvoditi izmjeničnu električnu struju s dvije faze, što označava veliku pobjedu Teslina sustava izmjenične struje, koji za razliku od Edisonova omogućava prijenos električne energije na veliku daljinu. Ta je elektrana prvu struju isporučila četrdesetak kilometara udaljenom Buffalu 1896. godine. 
U Hrvatskoj je dana 28. kolovoza 1895. puštena u pogon hidroelektrana Krka, prva koja je izmjeničnom strujom opskrbljivala udaljeni hrvatski grad i jedna od prvih elektrana u svijetu s višefaznim sustavom; prije toga je od 1885. u Rijeci postojala istosmjerna elektrana, a od 1892. jednofazni izmjenični sustav za napajanje motora u riječkoj luci.

## Podjela prema načinu korištenja
Prema načinu korištenja vode, odnosno regulacije protoka, hidroelektrane se dijele na:
- akumulacijske, kod kojih se dio vode prikuplja (akumulira) kako bi se mogao koristiti kada je potrebnije
- protočne, kod kojih se snaga vode iskorištava kako ona dotječe
- reverzibilne ili crpno-akumulacijske, kod kojih se dio vode koji nije potreban pomoću viška električne energije u elektroenergetskom sustavu pumpa na veću visinu (u tzv. gornju vodu), odakle se pušta kada je potrebnije.

#### Akumulacijske hidroelektrane
Potencijalna energija akumulacijskih hidroelektrana nalazi se u vodi akumulacijskog jezera koje je nastalo pregradnjom područja branom. Voda se, kada je potrebno, tlačnim cjevovodom dovodi do vodne turbine i električnog generatora kako bi se proizvela električna energija. Snaga dobivena od vode ovisi o volumenu i visinskoj razlici između zahvata vode i turbine.

#### Protočne hidroelektrane
Protočne su hidroelektrane one s malim ili nikakvim akumulacijskim kapacitetom, tako da je samo trenutačno dolazeća voda dostupna za proizvodnju, a prekomjerni dotok ostaje neiskorišten. Stalan i značajan dotok vode iz jezera ili postojeće akumulacije uzvodno značajna je prednost pri izboru mjesta za protočne elektrane. Protočne su elektrane jednostavne za izvođenje, kod njih nema dizanja razine vodostaja pa imaju manji utjecaj na okoliš, ali su i vrlo ovisne o raspoloživom dotoku.

#### Reverzibilne hidroelektrane
Reverzibilnim turbinama voda se iz donjeg akumulacijskog jezera pumpa natrag u gornje akumulacijsko jezero. Taj proces se dešava u satima u kojima nije vršno opterećenje, radi uštede energije i radi raspoloživosti postrojenja u vršnim satima. Principijelno, donja akumulacija služi za punjenje gornje akumulacije. Iako pumpanje vode zahtjeva utrošak energije, korisnost se očituje u tome što hidroelektrana raspolaže s više vodenog potencijala za vrijeme vršnih opterećenja. Osnovna primjena je pokrivanje vršnih opterećenja. Energetski su neučinkovite, ali su praktičnije od dodatne izgradnje termoelektrana za pokrivanje vršnih opterećenja potrošnje. Jedina reverzibilna hidroelektrana u Hrvatskoj je hidroelektrana Velebit.
Ova metoda proizvodi električnu energiju za opskrbu velikih vršnih zahtjeva premještanjem vode između rezervoara na različitim nadmorskim visinama. U vrijeme niske potražnje za električnom energijom, višak proizvodnog kapaciteta koristi se za pumpanje vode u viši rezervoar. Kada potražnja postane veća, voda se kroz turbinu vraća natrag u donji rezervoar. U 2021. reverzibilne elektrane osigurale su gotovo 85 % od svjetskih 190 GW skladištenja energije iz električne mreže. Reverzibilne elektrane ukupno stvaraju gubitak energije.

## Podjela prema smještaju postrojenja
Prema smještaju samih postrojenja, odnosno prema vodenom toku čiju energiju iskorištavaju, hidroelektrane mogu biti:
- klasične hidroelektrane na kopnenim vodotocima: rijekama, potocima, kanalima i sl.
- na morske valove
- na morske mijene: plimu i oseku.

### Hidroelektrane na plimu i oseku
Energija plime i oseke spada u oblik hidroenergije koja gibanje mora uzrokovano morskim mijenama ili padom i porastom razine mora, koristi za transformaciju u električnu energiju i druge oblike energije. Ako uvjeti dopuštaju izgradnju akumulacija,  one se mogu prilagoditi za proizvodnju energije tijekom razdoblja velike potražnje. Energija plime i oseke dostupna je na relativno malom broju lokacija diljem svijeta. Za sad još nema većih komercijalnih dosega na eksploataciji te energije, ali potencijal nije mali. Energija plime i oseke ima potencijal za stvarnje električne energije u određenim dijelovima svijeta, odnosno tamo gdje su morske mijene izrazito naglašene. Morske mijene su predvidljivije od energije vjetra i solarne energije. Taj način proizvodnje električne energije ne može pokriti svjetske potrebe, ali može dati veliki doprinos u obnovljivim izvorima energije. Na pojedinim mjestima obale u zapadnoj Francuskoj i u jugozapadnom dijelu Velike Britanije amplituda dostiže i više od 12 m. Za ekonomičnu proizvodnju je potrebna minimalna visina od 7 m. Procjenjuje se da na svijetu postoji oko 40 lokacija pogodnih za instalaciju plimnih elektrana.

### Hidroelektrane na valove
Hidroelektrane na valove su elektrane koje koriste energiju valova za proizvodnju električne energije. Energija valova je obnovljivi izvor energije. To je energija uzrokovana najvećim dijelom djelovanjem vjetra o površinu oceana. Snaga valova se razlikuje od dnevnih mijena plime/oseke i stalnih cirkularnih oceanskih struja. Za korištenje energije valova moramo odabrati lokaciju na kojoj su valovi dovoljno česti i dovoljne snage. Ta snaga varira ovisno o zemljopisnom položaju, od 3 kW/m na Mediteranu do 90 kW/m na Sjevernom Atlantiku.
Generiranje snage iz valova trenutno nije široko primijenjena komercijalna tehnologija, iako su postojali pokušaji njenog korištenja još od 1890.

## Podjela prema padu vodotoka
Prema padu vodotoka, odnosno visinskoj razlici između zahvata i ispusta vode (klasične) hidroelektrane se mogu podijeliti na:
- niskotlačne, s padom do 25 m
- srednjotlačne, s padom između 25 i 200 m
- visokotlačne, s padom većim od 200 m.

#### Niskotlačne
Za niske padove (do približno 40 metara) koriste se takozvane Kaplanove turbine koje rade slično kao i Francisove turbine, s tim da je broj lopatica daleko manji.

#### Srednjotlačne hidroelektrane
Za srednje padove (do 200 metara) koriste se takozvane Francisove turbine, kod kojih provodni dio s lopaticama okružuje kotač. U provodnom dijelu ovih turbina potencijalna se energija vode samo djelomično pretvara u kinetičku, tako da s određenim pretlakom dospijeva u obrtno kolo (kotač) i njemu predaje svoju energiju.

#### Visokotlačne hidroelektrane
Za visoke padove (preko 200 metara) primjenjuju se takozvane Peltonove turbine kod kojih se potencijalna energija vode u provodnom dijelu potpuno pretvara u kinetičku, i u obliku vodenog mlaza pokreće lopatice turbine pretvarajući kinetičku energiju u mehaničku.

## Podjela prema načinu punjenja akumulacijskog bazena
Prema načinu punjenja, odnosno veličini akumulacijskog bazena hidroelektrane mogu biti:
- s dnevnom akumulacijom, kod kojih se akumulacija puni po noći, a prazni po danu
- sa sezonskom akumulacijom, kod kojih se akumulacija puni tijekom kišnog, a prazni tijekom sušnog razdoblja godine
- s godišnjom akumulacijom, kod kojih se akumulacija puni tijekom kišnih, a prazni tijekom sušnih godina.

## Podjela prema udaljenosti strojarnice od brane
Prema udaljenosti strojarnice od brane hidroektrane se dijele na:
- pribranske, čija je strojarnica smještena neposredno uz branu, najčešće podno nje
- derivacijske, čija je strojarnica smještena podalje od brane.

## Podjela prema smještaju strojarnice
Prema smještaju strojarnice hidroektrane se dijele na:
- nadzemne, kod kojih je strojarnica smještena iznad razine tla
- podzemne, kod kojih je strojarnica smještena ispod razine tla.

## Podjela prema ulozi u elektroenergetskom sustavu
Prema njihovoj ulozi u elektroenergetskom sustavu hidroelektrane se mogu podijeliti na: 
- temeljne, koje rade cijelo vrijeme ili većinu vremena
- vršne, koje se uključuju kada se za to pokaže potreba, npr. za pokrivanje vršne potrošnje.

## Podjela prema instaliranoj snazi
Prema instaliranoj snazi (učinku) hidroelektrane mogu biti:
- velike
- male
- mikro
- piko

Razlika između velikih i malih hidroelektrana, odnosno donji i gornji granični iznosi snage u cijelom svijetu pri tome nisu jednoznačno određeni pa se, na primjer, mogu kretati od 5 kW (u Kini) do 30 MW (SAD-u), dok se kod nas malom smatra HE snage između 50 i 5000 kW. Također valja reći da u nekim zemljama postoji i dodatna podjela hidroelektrana malih snaga na mikro, mini i male hidroelektrane. 
Klasifikacija hidroelektrana počinje s dvije najviše kategorije: 
- male hidroelektrane
- velike hidroelektrane.

Takva se klasifikacija temelji na nazivnom kapacitetu, a prag se razlikuje od zemlje do zemlje. Postrojenja s kapacitetom većim od 50 MW u pravilu se svugdje smatraju velikima.  U Kini je gornja granica za male hidroelektrane 25 MW, za Indiju 15 MW, a za veći dio Europe ispod 10 MW. 

#### Velike hidroelektrane
Velike hidroelektrane su megagrađevine i obično imaju snagu od nekoliko stotina MW do preko 20 GW. Trenutno najveće hidroelektrane u pogonu su: hidroelektrana Tri klanca (Kina) – 22,5 GW, hidroelektrana Itaipu (Brazil/Paragvaj) – 14 GW i hidroelektrana Guri (Venezuela) – 10,2 GW. 
Veliki nedostatak takvih megagrađevina je negativan utjecaj na okoliš. Tako je kod gradnje hidroelektrane Tri klanca poplavljeno 29 milijuna četvornih metara zemlje, dva velika i 116 manjih gradova su se potopila, raseljeno je više od milijun stanovnika (neki spominju i dva milijuna). U umjetnom jezeru završit će sva prljavština potopljenih gradova, tvornica i bolnica i više od tri tisuće industrijskih i rudarskih poduzeća.
Najveći proizvođači električne energije u svijetu su hidroelektrane. Postoje hidroelektrane koje mogu proizvesti više nego dvostruko više od instaliranih kapaciteta najvećih nuklearnih elektrana.

#### Male hidroelektrane
Za male hidroelektrane se smatra da nemaju nikakav štetan utjecaj na okoliš, za razliku od velikih, čija se štetnost opisuje kroz velike promjene ekosustava (gradnja velikih brana), utjecaji na tlo, poplavljivanje, utjecaji na slatkovodni živi svijet, povećana emisija metana i postojanje štetnih emisija u čitavom životnom ciklusu hidroelektrane, koje su uglavnom vezane za period izgradnje elektrane, proizvodnje materijala i transport. Danas se za tehnologiju vezanu za hidroenergiju, koja se smatra obnovljivim izvorom energije, može reći da je tehnički najpoznatija i najrazvijenija na svjetskoj razini, s iznimno visokim stupnjem učinkovitosti. 22 % svjetske proizvodnje električne energije dolazi iz malih i velikih hidroelektrana.
Granična snaga koja dijeli hidroelektrane na male hidroelektrane razlikuje se od zemlje do zemlje. Neke zamlje poput Portugala, Španjolske, Irske, Grčke i Belgije su prihvatila 10 MW kao gornju granicu instalirane snage za male hidroelektrane. U Italiji je granica 3 MW, u Švedskoj 1,5 MW, u Francuskoj 8 MW, u Indiji 15 MW, u Kini 25 MW. Međutim u Europi se sve više prihvaća kapacitet od 10 MW instalirane snage kao gornja granica i tu granicu je podržala Europska udruga malih hidroelektrana (ESHA), te Europska komisija. Prema postojećim propisima u Hrvatskoj, mala hidroelektrana, određena je kao postrojenje za iskorištavanje energije vodotokova s izlaznom električnom snagom od 10 kW do 10MW.
Mala hidroelektrana služi maloj zajednici ili industrijskom postrojenju.
Male hidroelektrane mogu se spojiti na konvencionalne električne distribucijske mreže kao izvor jeftine obnovljive energije. Alternativno, projekti malih hidroelektrana mogu se graditi u izoliranim područjima koja bi bila neekonomična za opsluživanje iz mreže ili u područjima gdje ne postoji nacionalna elektrodistribucijska mreža. Budući da projekti malih hidroelektrana obično imaju minimalne akumulacije i građevinske radove, smatra se da imaju relativno malen utjecaj na okoliš u usporedbi s velikim hidroelektranama.

#### Mikrohidroelektrane
One uglavnom imaju snagu do 100 KW, i obično se grade za male odvojene zajednice ili su povezane na dalekovode kao izvor jeftine i obnovljive energije. Najveća prednost je takvih elektrana da nije potrebno gorivo. Vrlo se dobro nadopunjuju sa solarnim fotonaponskim elektranama, jer obično rijeke presuše po ljeti, kada ima najviše Sunčeve energije.
Mikro hidroelektrane su hidroelektrične instalacije koje obično proizvode do 100 kW snage. Ove instalacije mogu opskrbljivati strujom izolirani dom ili malu zajednicu, ili su ponekad spojene na električne mreže. Mnogo je takvih instalacija diljem svijeta, osobito u zemljama u razvoju jer mogu pružiti ekonomičan izvor energije bez kupnje goriva.  Mikrosustavi nadopunjuju fotonaponske solarne sustave jer je u mnogim područjima protok vode, a time i raspoloživa hidroenergija, najveća zimi kada je sunčeve energije najmanje.

#### Pikohidroelektrane
One uglavnom imaju snagu ispod 5 kW. Povoljne su za jedno ili nekoliko domaćinstava. Moguće je ugraditi piko vodnu turbine s padom vode od samo 1 metar, da bi dobili 200 do 300 W energije. Postavljaju se uglavnom kao protočne hidroelektrane.
Hidroelektrane za proizvodnju električne energije ispod 5 kW instalirane snage korisne su u malim, udaljenim zajednicama koje zahtijevaju samo malu količinu električne energije. Takve su elektrane obično protočne, što znači da se cijevima preusmjerava dio toka na nižu turbinu i ponovo ga se vraća u tok.

## Izračun raspoložive snage
Jednostavna formula za aproksimaciju proizvodnje električne energije u hidroelektrani je:
{\displaystyle P=-\eta \ ({\dot {m}}g\ \Delta h)=-\eta \ ((\rho {\dot {V}})\ g\ \Delta h)}
gdje je
- {\displaystyle P} — snaga (u vatima)
- {\displaystyle \eta } (eta) — koeficijent učinkovitosti u rasponu od 0 za potpuno neučinkovito do 1 za potpuno učinkovito
- {\displaystyle \rho } (ro) — gustoća vode (~1000 kg / m 3 )
- {\displaystyle {\dot {V}}} — volumni protok (u m 3 /s)
- {\displaystyle {\dot {m}}} — maseni protok (u kg/s)
- {\displaystyle \Delta h} (delta h) — promjena visine (negativna, u metrima)
- {\displaystyle g} — gravitacijsko ubrzanje (9.8 m/s 2 )

Učinkovitost je često veća (tj. bliža 1) s većim i modernijim turbinama. Godišnja proizvodnja električne energije ovisi o raspoloživoj zalihi vode. U nekim instalacijama postoje velike oscilacije u protoku vode tijekom godine.

## Dijelovi hidroelektrane

### Dovodni tunel
Dovodni kanali su u pravilu provodnici sa slobodnim vodnim licem, a cjevovodi provodnici s tečenjem pod tlakom. Razlikujemo tunele s tečenjem sa slobodnim vodnim licem i tečenjem pod tlakom. Dovodni tunel hidroelektrana obično je kružnog presjeka, jer je to hidraulički i statički najpovoljniji oblik. Ali pri malim unutrašnjim tlakovima tuneli imaju oblik potkove. Optimalni je oblik D kružnog tunela, jer je zbroj troškova u elektroenergetskom sustavu minimalan. Prosječna brzina vode u dovodnom tunelu je od 3 do 4 m/s. Ulazna brzina ne treba iz hidrauličkih razloga biti veća od 1,2 m/s. Zbog toga, ulaz tunela ima ljevkasti oblik.

### Tlačni cjevovod
Tlačni cjevovod (engl. penstock) je čelični cjevovod (dio cijevi može biti i betonski), koji je postavljen koso ili u nekim slučajevima okomito, a služi da se voda provodi do strojarnice, te završava nesimetričnom račvom kojom se voda dijeli pojedinim vodnim turbinama. 

### Vodna komora
Vodna komora ili vodostan se gradi u slučaju da je dovodni tunel dugačak (može biti i 10 do 20 km), te pri pokretanju hidroelektrane se vodna masa ne može u kratkom roku (10-20 sekundi) pokrenuti i dobiti brzinu da bi se na vodnim turbinama stvorila dovoljna snaga za proizvodnju električne energije. Da bi se umanjilo neželjeno djelovanje tromosti vode, kao i da bi se izbjegli utjecaji koji nastaju zbog njene stišljivosti (vodni udar), u blizini turbine se grade vodne komore. Osnovna zadaća vodne komore je da se pri ulasku turbine u pogon osigura dio vode prije nego što on poteče u dovoljnoj količini kroz dovodni tunel, te da prihvati dio vode koja se kreće dovodnim tunelom pri zaustavljanju turbina. Na taj način se izbjegava nagla promjena brzine u dovodnom tunelu i pojava vodnog udara

### Strojarnica
Strojarnica je postrojenje u kojem se potencijalna energija vode najprije pretvara u kinetičku energiju njezinog strujanja,a potom u mehaničku energiju vrtnje vratila vodne turbine te, konačno, u električnu energiju u električnom generatoru. Iskorištavanje energije vodnog potencijala ekonomski je konkurentno proizvodnji električne energije iz fosilnih i nuklearnog goriva, zato je hidroenergija najznačajniji obnovljivi izvori energije. U zadnjih trideset godina proizvodnja u hidroelektranama je utrostručena, a njen udio povećan je za 50 %, za to je vrijeme proizvodnja u nuklearnim elektranama povećana za 100 puta, a udio oko 80 puta.

### Odvod iz strojarnice
Nadzemne strojarnice nalaze se uz rijeku; iz turbine voda otječe neposredno u korito rijeke ili kanalom, ako je strojarnica udaljena od obale. Kanal se gradi kao u niskotlačnim hidroelektranama, iako ima potpuno obloženih kanala, kada nema poteškoća s podzemnom vodom. Iz podzemnih hidroelektrana voda se odvodi tunelom, koji završava u koritu rijeke ili u odvodnom kanalu. Ako je tunel dug, a protok velik ili se razina vode u koritu znatno mijenja, voda otječe pod tlakom, pa je potrebna donja vodna komora, koja se dimenzionira na istim principima, kao i gornja. Gornji dio donje vodne komore povezan je s atmosferom, i to obično kroz pristupni tunel. Brzine vode u odvodnom tunelu iznose 2 do 3 m/s. Tlačni tuneli su obično obloženi radi smanjenja hrapavosti. Na kraju tunela moraju se predvidjeti vodilice za postavljanje pomoćnih zatvarača i uređaji za njihovo podizanje, da bi se kanal mogao pregledati i popraviti.

### Hidrogenerator
Hidrogenerator je električni generator, redovito trofazni sinkroni, tjeran vodnom turbinom. Sinkrona brzina vrtnje određena je vrstom vodne turbine i ovisi o hidrauličnim prilikama (o količini vode i visini pada). Kod malih padova i velikih snaga često je potrebno, zbog svojstava turbine, graditi hidrogeneratore za male brzine vrtnje, s velikim brojem magnetskih polova. Osovina (vratilo) hidrogeneratora obično je okomita, a vrlo rijetko vodoravna. U takozvanoj cijevnoj izvedbi (za male padove vode) generator i turbina čine cjelinu, jer je generator ugrađen u posebno kućište (takozvano kruška) ispred turbine, koje je u vodoravnom položaju potopljeno u vodotok. Rotor hidrogeneratora uvijek se izvodi s istaknutim magnetskim polovima. Zbog velikih mjera i mase, hidrogeneratori se u tvornicama grade od više dijelova, koji se nakon prijevoza na mjesto ugradnje spajaju i ispituju prije puštanja u pogon. Hlade se zrakom u zatvorenom krugu s vodnim hladnjacima, a postoje i izvedbe s izravnim hlađenjem namota vodom. Velike brzine pobjega vodnih turbina zahtijevaju visok stupanj sigurnosti mehaničke konstrukcije rotora i provjeru mehaničke ispravnosti pokusom vitlanja.

## Najveće svjetske hidroelektrane
U svijetu je sada sedam postrojenja s preko 10 000 MW instalirane snage:
|    | hidroelektrana | zemlja          | položaj                                         | instalirana snaga (MW) |
| -- | -------------- | --------------- | ----------------------------------------------- | ---------------------- |
| 1. | Tri klanca     | NR Kina         | 30°49′15″N 111°00′08″E / 30.82083°N 111.00222°E | 22 500                 |
| 2. | Baihetan       | NR Kina         | 27°13′23″N 102°54′11″E / 27.22306°N 102.90306°E | 16 000                 |
| 3. | Itaipu         | Brazil Paragvaj | 25°24′31″S 54°35′21″W / 25.40861°S 54.58917°W   | 14 000                 |
| 4. | Xiluodu        | NR Kina         | 28°15′35″N 103°38′58″E / 28.25972°N 103.64944°E | 13 860                 |
| 5. | Belo Monte     | Brazil          | 03°06′57″S 51°47′45″W / 3.11583°S 51.79583°W    | 11 233                 |
| 6. | Guri           | Venezuela       | 07°45′59″N 62°59′57″W / 7.76639°N 62.99917°W    | 10 235                 |
| 7. | Wudongde       | NR Kina         | 26°20′2″N 102°37′48″E / 26.33389°N 102.63000°E  | 10 200                 |

## Hidroelektrane u Hrvatskoj
Hidroelektrane u Hrvatskoj čine više od polovine elektrana u strukturi elektroenergetskog sustava. Nazivna snaga svih hidroelektrana u Hrvatskoj 2008. iznosila je 2097 MW, što je 55 % ukupne snage svih hrvatskih elektrana. Hrvatska zbog toga spada među vodeće zemlje u proizvodnji energije iz obnovljivih izvora.[nedostaje izvor] Hidroelektrane su proizvele 4357 GWh električne energije u 2007., a 5277 GWh u 2008., što čini približno 25 %, odnosno 29 % električne energije preuzete u elektroenergetski sustav, no dobar dio električne energije uvozi se. Danas[kada?] je u Hrvatskoj u pogonu 17 velikih hidroelektrana (više od 10 MW), akumulacijskog i protočnog tipa, oko 20 malih hidroelektrana (od 0,5 do 10 MW) i nekoliko mini (od 0,1 do 0,5 MW) i mikro hidroelektrana (od 5 do 100 kW). Najveća je hidroelektrana HE Zakučac, s ukupnom instaliranom snagom 486 MW, a isporučuje oko trećinu ukupne hidroelektrične energije u Hrvatskoj. 

## Vanjske poveznice
- HEP Proizvodnja d.o.o. - Hidroelektrane u Hrvatskoj
- hidroenergetski sustavi Hrvatska tehnička enciklopedija, portal hrvatske tehničke baštine. LZMK